# 深谷市総合体育館
深谷市総合体育館（ふかやしそうごうたいいくかん）は、埼玉県深谷市にある屋内スポーツ施設である。仙元山公園内に所在している。愛称は「深谷ビッグタートル」。

## 概要
1993年8月にオープン。外壁に深谷赤煉瓦が使用され、内部は巨大な大理石の柱を用いた体育館である。
指定管理者として、ふかや体育施設管理グループ（（財）深谷市施設管理公社、（社）深谷市シルバー人材センター、地域環境緑創造交流協会）が運営管理に当たっており、年間25万人を超える利用者がある（2010年度）。

## 施設
- メインアリーナ
  - 面積 - 2,627m2　63m×41.7m
  - 利用可能数 - バレーボール 3面、バスケットボール 3面、バドミントン 12面など
  - 観客席 - 2階固定席 1,508席、1階移動席 1,512席　2階車いす席 10　合計 3,030席
- サブアリーナ
  - 面積 - 770m2　35m×22m
  - 利用可能数 - バレーボール 1面、バスケットボール 1面、バドミントン 3面など
- 武道場
  - 面積 - 830m2
- 弓道場 - 6人立
  - 1時間1800円で利用可能。
- トレーニング室(1F)
  - 各種最新のトレーニング機種があり、専用更衣室や、幼児室なども完備。トレーニング室内に無料の貴重品ロッカー、更衣室には有料(100円)のロッカーを完備している。
- 研修会議室
  - 1時間1200円で利用可能。冷暖房設備を使う際は別途1時間600円が必要。
- 卓球コーナー(1F)
  - 1面1時間200円で貸出。用具貸出も行っており、ラケット2本で200円、ボールは1個100円で販売している(ボールについては持ち帰り可)
- ランニングコース 1周約240m
- 駐車場 550台

## 主な大会・イベント
- 武富士バンブー（廃部）のホームゲームとして、VプレミアリーグやVチャレンジリーグの試合が開催されていた[3]。
- 2008年の彩夏到来08埼玉総体では男子バスケットボール競技会場として使用された。
- バドミントン日本リーグ深谷大会[4]など。

また市内中学校などの新人戦や学校総合体育大会(通称学総)などで使用される事もある。

## 関連施設
仙元山公園内にある屋外スポーツ施設は次の通り。
- 仙元山公園陸上競技場

[競技用途] 陸上・サッカー・ラグビー
芝生(ピッチサイズ 103m×68m)
400mトラック8レーン
スタンド観戦席  800席完備
- 仙元山公園野球場

[競技用途]野球・グランドゴルフ
両翼92m
照明設備あり(ナイター対応)
簡易ベンチ(屋根付き)
自動販売機・トイレあり
駐車場(無料)
- テニスコート（人工芝、クレー）
  - [人工芝コート]

6面( うち No.1コートからNo.3コートまでは照明設備あり ナイター練習可能)
※No.4コートからNo.6コートでの夜間ナイター練習はオススメ出来ません(照明が届かない為)
コート整備用品(コートブラシ等)完備
自動販売機あり
駐車場あり(駐車可能台数はおおむね10台ほど)
  - [クレーコート]4面(ナイター設備は無し)

観戦席あり(座席数は不明)
自動販売機あり
駐車場あり(駐車可能台数は不明)
コート整備用品(コートブラシ等)完備

- 多目的広場（南、北）
- わんぱくランド
- ジョギング&ウォーキングコース

## 交通アクセス
JR高崎線深谷駅から深谷市コミュニティバス「くるリン」で「ビッグタートル・わんぱくランド」下車
または深谷駅(南口)から深谷市コミュニティバス「くるリン」④南部シャトル便(南口)ゆきに乗車し「仙元荘」下車徒歩5分
車の場合 練馬ICから花園IC(43分  57km)
花園ICから深谷ビッグタートル
(15分 8km)  合計58分  65km
※マップコード  34 003 728